# Tibagi
Tibagi é um município brasileiro localizado na região dos Campos Gerais do estado do Paraná, a 200 km da capital, Curitiba, sendo a cidade fundada em 1872. Devido ao garimpo, é conhecida como a "Cidade do Diamante" em virtude à grande riqueza vinda das águas do rio Tibagi. Sua população, conforme estimativas do IBGE de 2020, era de 20 607 habitantes.
Segundo o IBGE, o município possui uma área de 2 951,567 km². Na vegetação do município predomina a Floresta Ombrófila Mista, com combinação de cerrado, campo e matas ciliares. O município contava, em 2021, com 17 estabelecimentos de saúde. O seu Índice de Desenvolvimento Humano (IDH) é de 0,664, considerado como médio pelo Programa das Nações Unidas para o Desenvolvimento (PNUD).

## Etimologia
O termo é referência ao rio Tibagi, que nasce nos Campos Gerais, corta o território municipal e joga suas águas no Rio Paranapanema. Etimologicamente é denominação de origem Tupi, "Tibagy": o rio do pouso, o rio da parada.

## História
A história registra que bem antes da povoação da região, o Rio Tibagi foi objeto de passagem de numerosas expedições e bandeiras, que levavam os intrépidos aventureiros sertão a dentro. A notícia de que o rio Tibagi era rico em ouro e pedras preciosas atraiu, para a região, milhares de pessoas com o pensamento de fácil enriquecimento. Depois das "entradas" dos paulistas, por ali estiveram muitos curitibanos, mas nada se efetivou em termos de povoamento.
Os primeiros moradores a ocupar o território de Tibagi foram os indígenas. Pesquisas arqueológicas evidenciam que os primeiros povos chegaram à região do médio rio Tibagi a cerca de 10.000 anos atrás. Os primeiros grupos nos campos tibagianos foram os nômades paleoíndios e, posteriormente, grupos Jês meridionais e tupis-guarani que foram ocupando o segundo planalto paranaense no período pré-colonial. Essas populações viviam essencialmente da caça de animais e da coleta de frutos e mel.
Segundo o mapa histórico e geográfico da Província de Misiones (1585-1896), os padres jesuítas implantaram diversas "reduções" na então República do Guairá, atual Estado do Paraná, e que pertencia à Espanha por força do Tratado de Tordesilhas, assinado em 1494 por Espanha e Portugal. Algumas dessas reduções foram implantadas às margens do rio Tibagi, e o objetivo dos padres era aldear os povos indígenas e doutriná-los. Fizeram história as reduções de San José (1626), San Javier (1622) e Encarnación (1625).

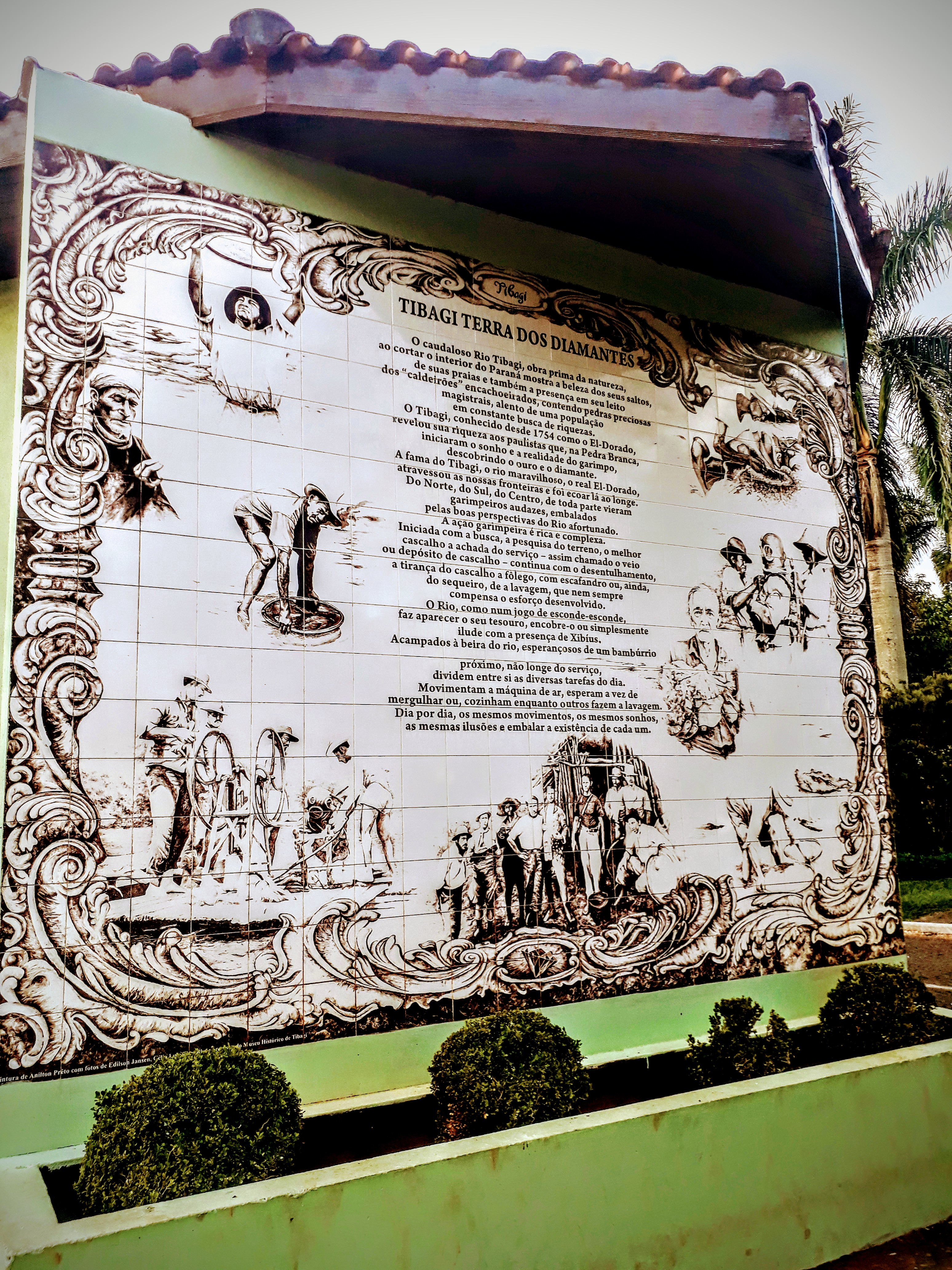
Memorial do Garimpo, em Tibagi.

Após a chegada dos bandeirantes e exploradores em busca de riquezas, vários conflitos ocorreram contra os indígenas, sendo muitos dizimados, massacrados e outros expulsos de suas terras, ou ainda escravizados pelos bandeirantes. Os primitivos colonizadores de Tibagi procediam de São Paulo, e seu estabelecimento na região foi lento e durou vários anos, até que fosse definitivamente escolhida a localização do povoado. Desde 1754 as terras de Tibagi eram conhecidas como "El Dorado Paranaense". As descobertas de diamante e ouro na Pedra Branca pelos paulistas rendeu fama ao local e atraiu muitos forasteiros.
O grande pioneiro do núcleo, que gerou o atual município de Tibagi, foi Antonio Machado Ribeiro, paulista que chegou à região acompanhado de sua família. Foi compadre e capataz do grande proprietário de terras da região José Felix da Silva Passos,casado com a jovem Onistarda. José Felix, teve os dedos da mão esquerda decepadas e foram cortados três dedos da mão direita, além de ferimentos na perna o que lhe fez ficar coxo de uma perna. José Félix tinha sido vítima de um atentado engendrado pela esposa, que o odiava terrivelmente. A mulher foi sentenciada como criminosa, em processo criminal que aconteceu na cidade de Castro. Em 1808, contudo, foi lavrada uma escritura de “perdão”, a pedido do marido. Suas terras se estendiam para além do Rio Alegre, passando pelo rio Tibagi até a cidade Castro. Era dono das fazendas Monte Alegre, Fortaleza, Bela Vista e outras. Amargo e infeliz, o fazendeiro era, contudo, um homem ativo. Em Castro atuou como juiz ordinário, juiz de conselho, ajudante de milícias e capitão de ordenanças em Piraí e Furnas. Por volta de 1796, um amigo de José Félix foi visitá-lo na Fazenda Fortaleza, 17 km da atual cidade de Tibagi. Brígido Álvares recusou escolta do amigo fazendeiro para voltar para Castro. No dia seguinte, com uma flecha em cada olho, sua cabeça foi espetada num dos portões da Fazenda de José Félix. Em represália, o fazendeiro ordenou a seu capataz, Antônio Machado Ribeiro que fosse a busca dos índios Caingangues, que sempre habitaram aquelas terras. Uma carta do século XVIII, cita o ocorrido como a “Chacina do Tibagi”. A matança generalizada dos índios ocorreu nas margens do mesmo Rio Tibagi, uns 50 km mais ao Norte. Aquela colina ficaria conhecida nos séculos seguintes como "Mortandade”, até que Luba Klabin mudasse o nome do local, em 1941. Ali foram construídos um hospital e um hotel, muito próximos de onde hoje se encontra a maior fabricante de papel da América Latina e uma das 7 maiores do mundo: a Klabin do Paraná. Desde então, a sede da Fazenda Monte Alegre do Tibagi, deixou de ser a Fazenda Velha de José Félix da Silva para se transformar na localidade de Harmonia.
Antonio Machado Ribeiro como recompensa recebeu de José Felix uma extensa área de terras que ia do Rio Pinheiro Seco até a barra do Rio Santa Rosa. Bastante idoso, Antônio Machado Ribeiro faleceu e deixou, em forma de herança, a propriedade a seus filhos Manoel das Dores Machado e Ana Beja Machado. A família pioneira doou, com o objetivo de se construir uma capela, uma área de 12 mil m² a Nossa Senhora dos Remédios, além da casa em que morava Antonio Machado Ribeiro. Muito tempo depois da construção do templo religioso, a Câmara de Castro, que tinha jurisdição sobre a vila de Tibagi, autorizou a vinda do frei capuchinho, o italiano Gaudêncio, de Gênova, que ali ficou como pároco até a data do seu falecimento.

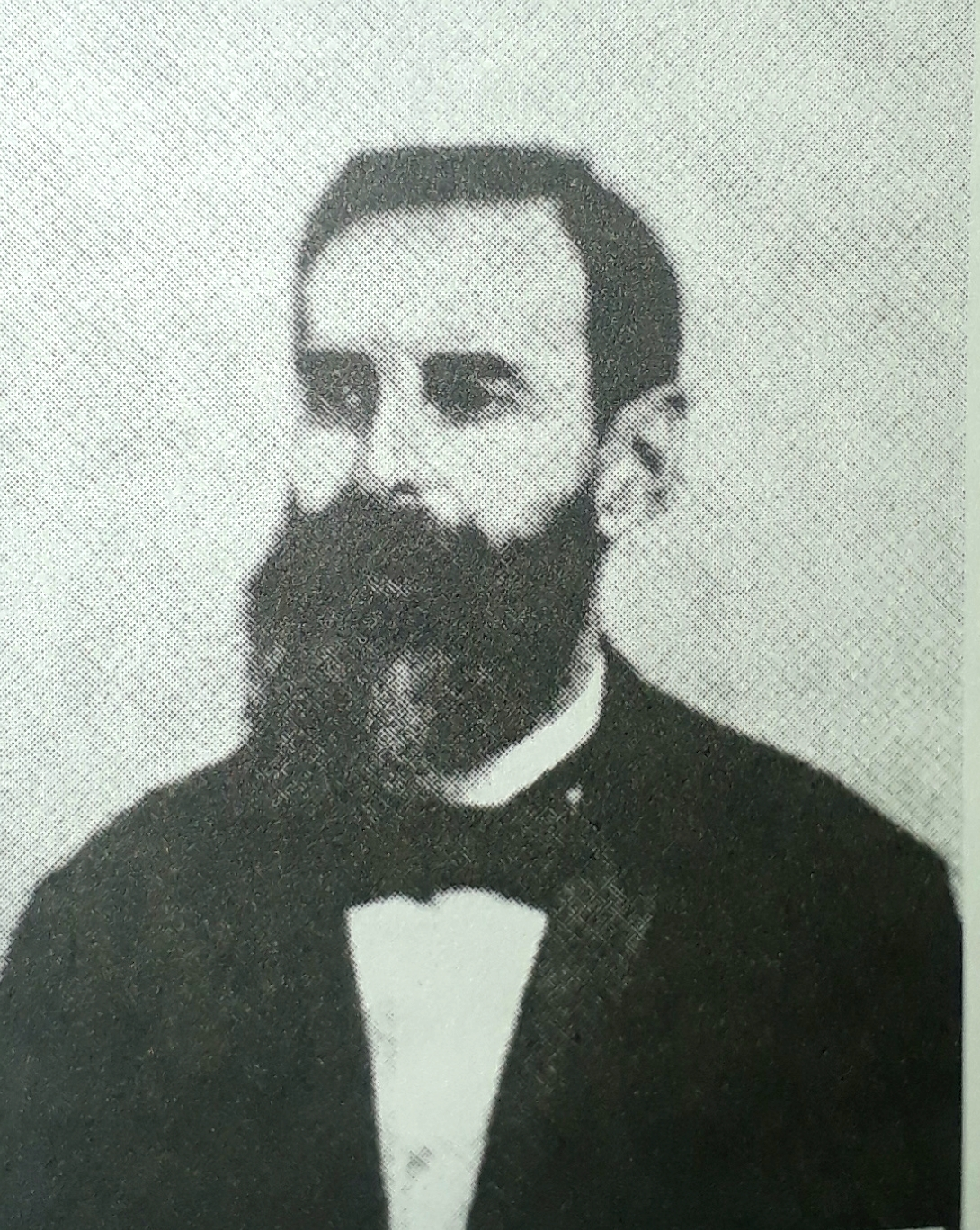
Telêmaco Augusto Enéas Morosini Borba, político, militar e escritor.

A primeira fazenda no Guartelá de Cima, pertencia a Joaquim do Prado e Leocádia do Prado ("Ninha Lhoca"). A localidade do Guartelá teve importante presença no cenário político, sendo elevada a Segundo Distrito da Vila de Castro, no dia 11 de março de 1833, já como a denominação de
Guartelá. O povoado de Tibagi foi elevado à categoria de freguesia através da Lei Provincial n° 15, de 6 de março de 1846. Pela Lei Provincial n° 302, de 18 de março de 1872 foi criada a Vila de Tibagi, com território desmembrado do município de Castro, sendo instalada no dia 10 de janeiro do ano seguinte, tomando posse o primeiro prefeito, Antonio Barbosa de Macedo, então vereador mais votado da formação da primeira Câmara Municipal. A sede de Tibagi foi elevada à categoria de cidade através da Lei Estadual nº 259, de 27 de dezembro de 1897, cuja instalação deu-se nesta mesma data.
O maior nome da política local e um dos maiores do estado foi Telêmaco Augusto Enéas Morosini Borba, que entrou na vida pública em 1882 elegendo-se alternadamente prefeito municipal de Tibagi e deputado provincial, defendendo as cores do Partido Liberal. Com leis eleitorais na República Velha, Telêmaco Borba conseguiu permanecer no cargo de prefeito por 22 anos, cargo que em vários períodos exerceu ao mesmo tempo com o mandato de deputado estadual. Um recorde na época. Por ocasião da Revolução Federalista, em 1894, obrigou-se ao exílio, mas, ao ser anistiado retomou as lides políticas, elegendo-se deputado pela União Republicana Paranaense, posteriormente recuperou o poder municipal, como prefeito. Segundo o historiador Túlio Vargas chamavam-no de "...prefeito vitalício e deputado crônico". Telêmaco Borba também notabilizou-se como sertanista e defensor das causas indígenas, faleceu na cidade de Tibagi, em 23 de novembro de 1918, vitima da gripe espanhola.

## Geografia

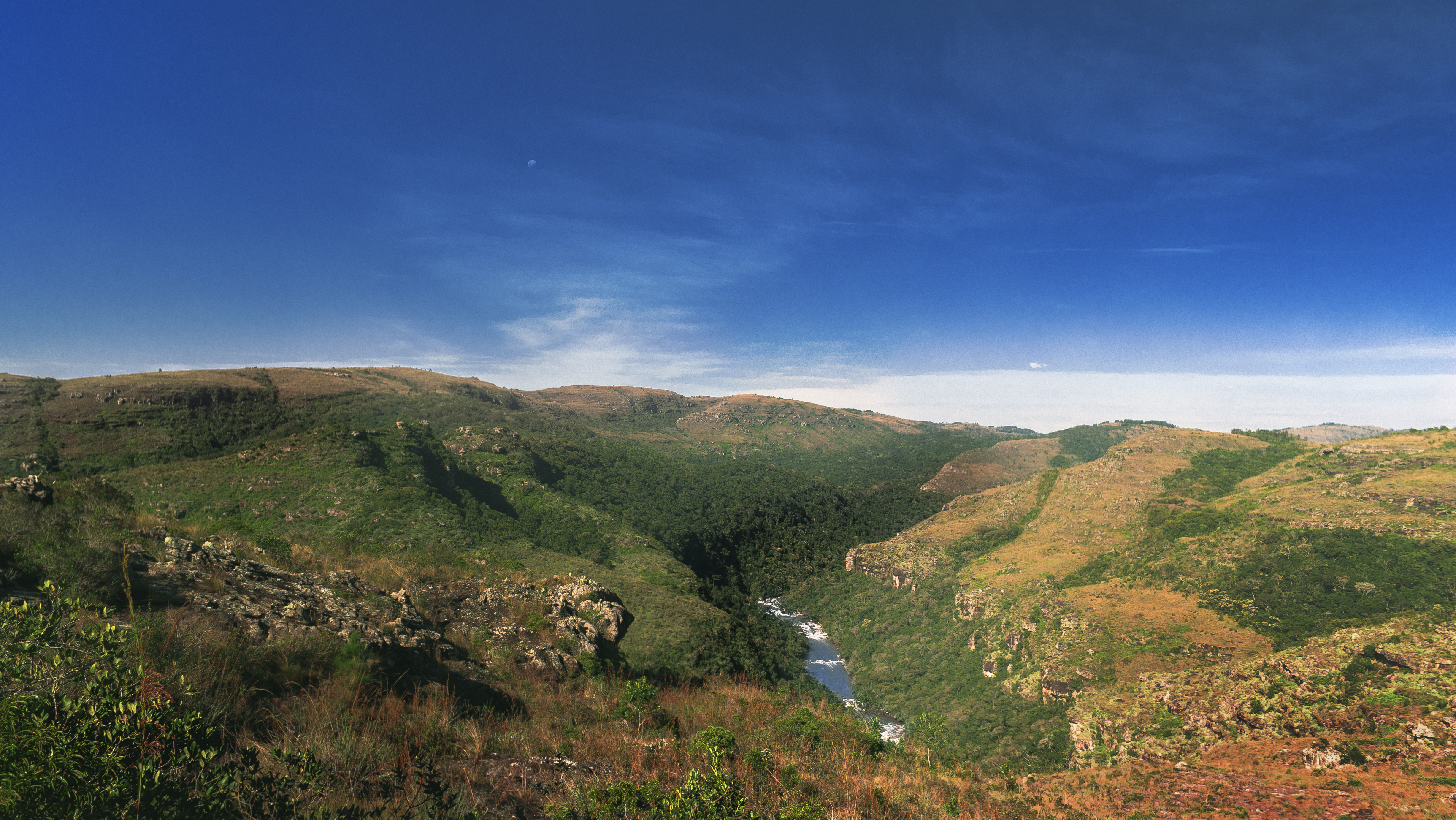
Canyon Guartelá em Tibagi.

O município tem uma área total de 2.951,567 km², representando 1,5597% do estado, 0,5516% da região e 0,0366% de todo o território brasileiro. É o segundo maior município do Paraná em área territorial. Em relação ao relevo, considerando as características geoecológicas, há três unidades principais de paisagens no município: o platô do Arenito Furnas; o vale do Tibagi; e as serras e morros do Grupo Itararé. Tibagi apresenta uma variedade de tipos de solos. As classes de solo identificadas de acordo com a maior
expressão geográfica são: Cambissolos, Latossolos, Neossolos, Argissolos, Organossolos, Nitossolos e Gleissolos.
O município está dividido em três distritos administrativos: Tibagi (sede), Alto do Amparo e Caetano Mendes.

### Divisão territorial
Na sede municipal destacam-se os bairros centro, Vila São José, Vila Vicentina, Conjunto Habitacional Manoel Ferreira Ribas, Conjunto Habitacional João Francisco de Souza, Conjunto Habitacional Rio Capivari, Conjunto Habitacional Santa Rita, Residencial Divina Providência, Residencial Viverti, Moradia Solimões, Moradias Solidariedade, Loteamento Santa Paula, Risseti, Sagrada Família (Nequinho), Bom Pastor, Beira Rio, Dezoito de Março. Aos arredores da sede há localidades rurais, como São Domingos, Guartelá, Santo Amaro, Lavras, Conceição, Pinheiro Seco, Barreiro, Rancho Alegre, Santa Rosa (vila rural) e Rincão
Tibagi apresenta muitas outras localidades rurais, distribuídas por todo o território. São bairros, vilas e povoados que formam diversas comunidades, como, por exemplo, na região de Caetano Mendes, a Vila Isabel, Vila Constantino, Vila Amirta, Arroio Grande, Barra Mansa, Boa Vista, Campina Alta, Cerrado Grande, Faxinal dos Mendes, Cachoeirão, Capivari, Limeira, Espigão, Gaias, Morro Chato, Obelisco, Santa Pastorina (vila rural), Vila Salomão e Assentamento Menino Jesus. Já na região de Alto do Amparo, o Faxinal dos Empossados, Agudos, Cachoeira, Estiva, Penha, Iapará, Beraldos, Bom Jardim, Campina, Coreanos, Descalvado, Paiol, Penha, Poços, Santa Maria, São Pedro, Vasto Horizonte, Marabá, Xaxim e Assentamento Dona Tonia.

### Hidrografia

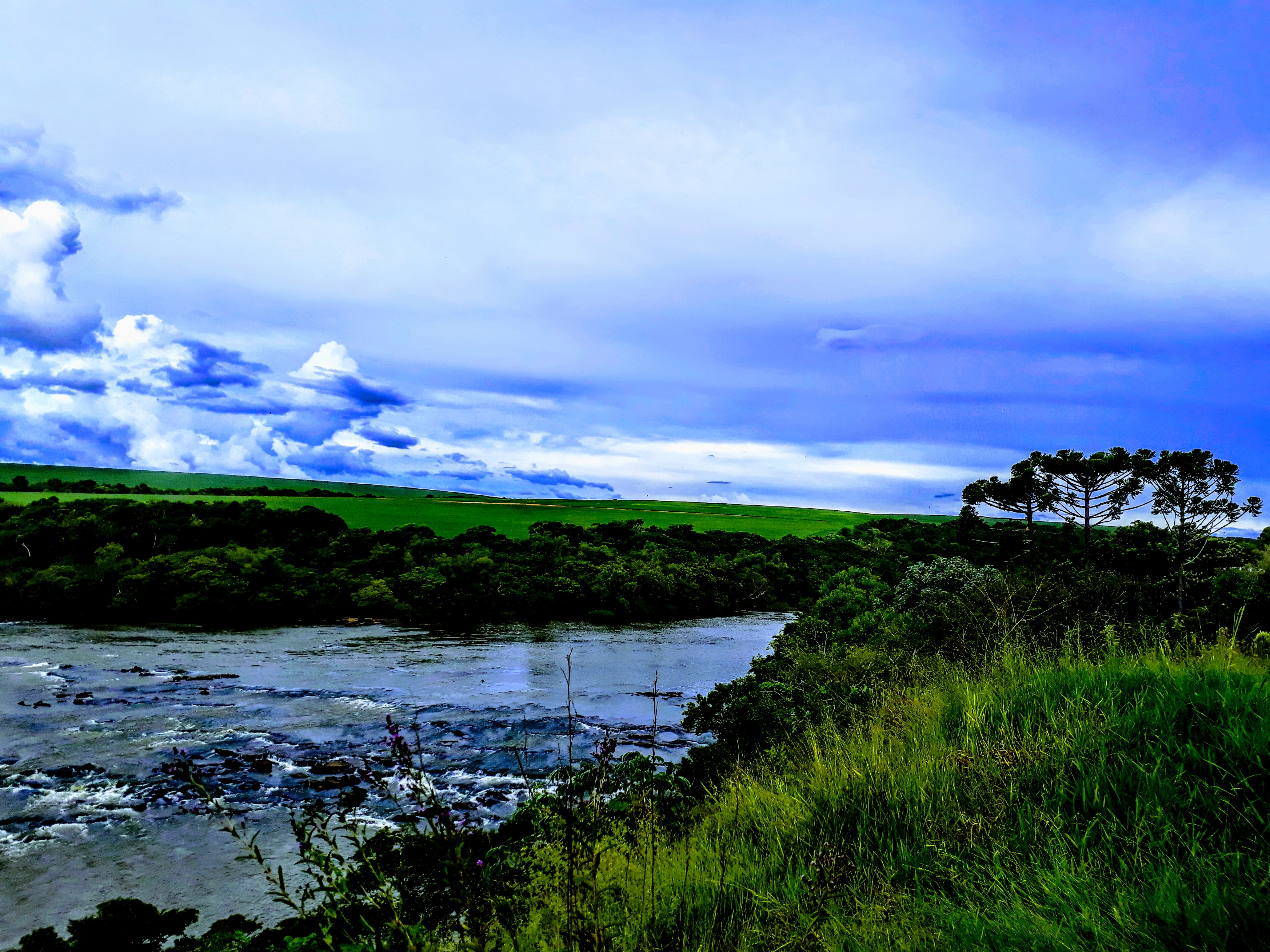
Rio Tibagi no município de Tibagi.

O município está situado na Bacia Hidrográfica do rio Tibagi, sendo que a sede da cidade situa-se à sua margem esquerda. O rio Tibagi é um tributário do rio Paranapanema, que por sua vez é afluente da margem esquerda do rio Paraná. Destacam-se entre os principais afluentes do município os rios: Tibagi, Iapó, Fortaleza, Imbaú, Capivari, Capivari-Mirim, Água Comprida, do Palmito, do Sabão, Lajeadinho, Pinheiro Seco e
Santa Rosa. Além dos arroios: das Antas, da Cotia, das Cavernas, do Atalho, do Barroso, do Guardinha, do Passo, dos Pampas, Ingrata, lajeado do Tigre, Pedra Branca, São Domingos, dos Macacos, Taboão, Tigrinho,.

### Vegetação
A vegetação do município é caracterizada, por uma combinação de cerrado, campo, matas ciliares e floresta de araucárias (floresta ombrófila mista). Muitas áreas foram substituídas por pastagens, que ocupam quase metade do território tibagiano. Verifica-se também vegetação exótica, sobretudo o cultivo florestal de pinus e eucalipto para obtenção de madeira.

### Demografia

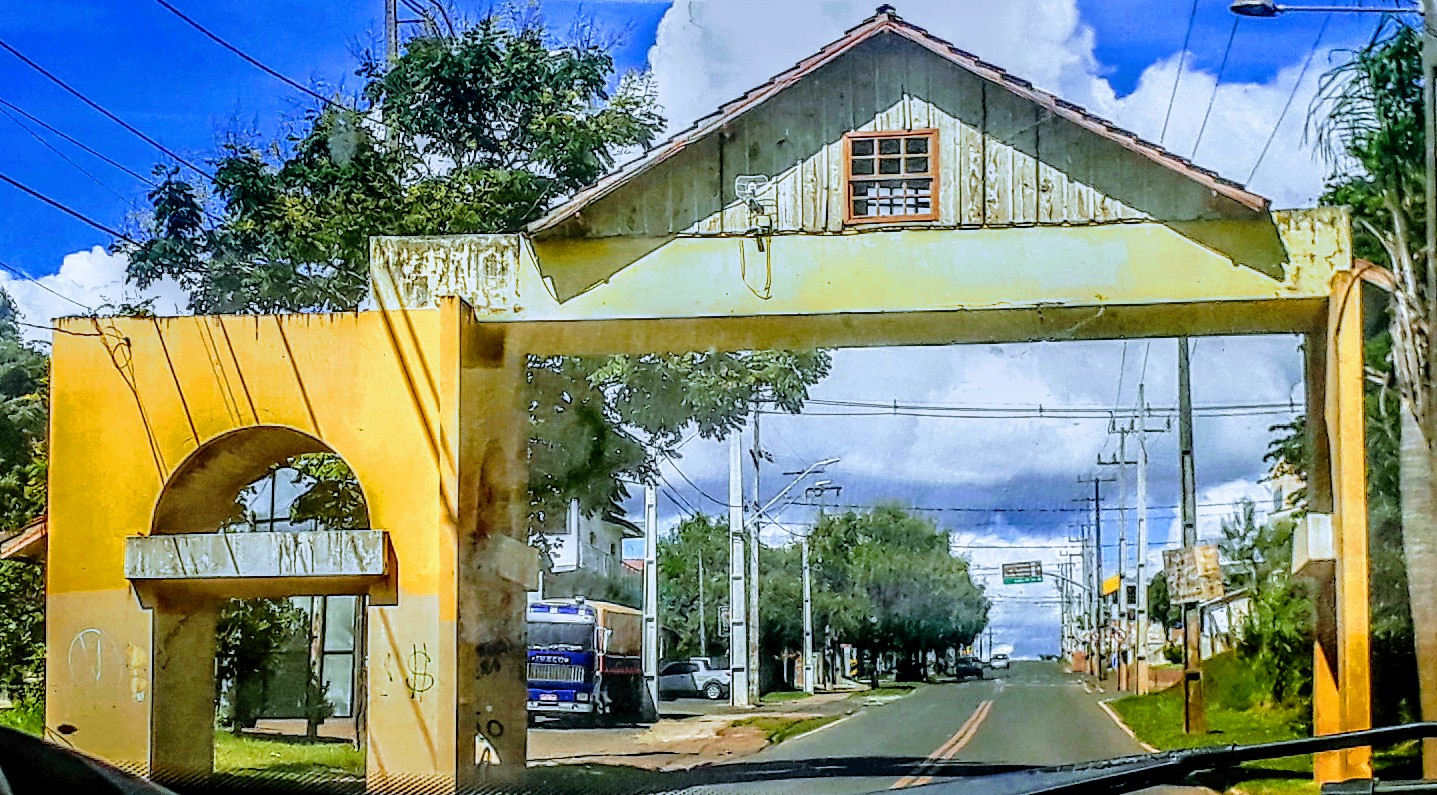
Portal norte de entrada da cidade de Tibagi.

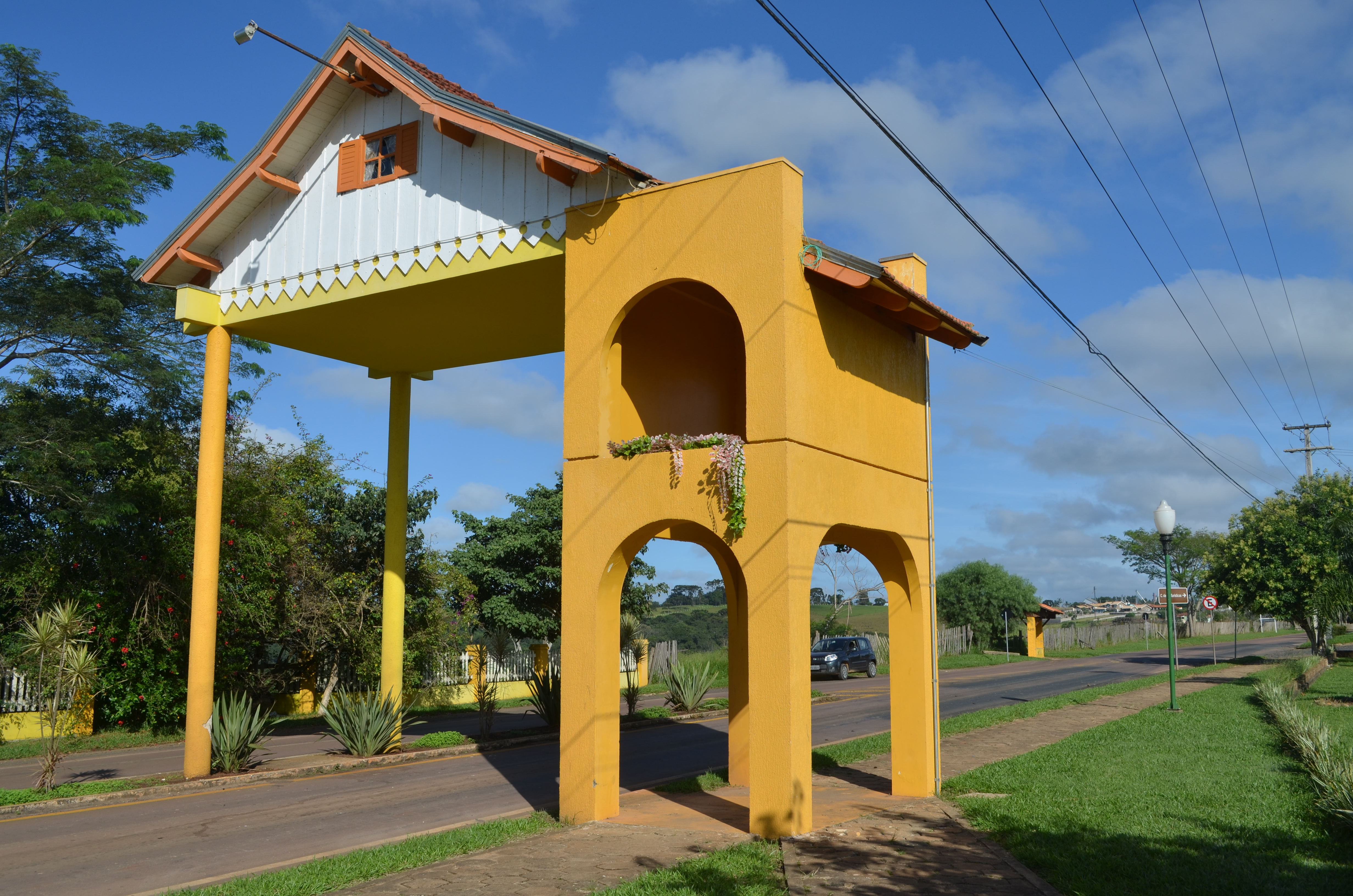
Portal sul de entrada da cidade de Tibagi.

Em 2010, de acordo com o censo, a população total do município era de 19 344 habitantes, sendo 11 668 habitantes na área urbana e 7 676 habitantes na área rural. Deste total, 9 804 eram do sexo masculino e 9 540 do sexo feminino. No âmbito da Justiça Eleitoral, sedia o cartório da 17ª zona eleitoral. Havia 13 974 eleitores no município em agosto de 2019, o que representava 0,174% do total do estado do Paraná.
Em 2010, segundo dados do censo daquele ano, a população residente no município era composta por 12 351 brancos (63,85%); 6,154 pardos (31,81%); 729 pretos (3,76%); 109 amarelos (0,58%) e nenhum indígena declarado. Tibagi conta atualmente com três comunidades negras tradicionais localizadas na área rural (Conceição, São Damásio e Guartelá).
O Índice de Desenvolvimento Humano (IDH) do município é de 0,664, considerado como médio pelo Programa das Nações Unidas para o Desenvolvimento (PNUD). Sendo, IDH-M Renda: 0,678; IDH-M Longevidade: 0,832; IDH-M Educação: 0,519.

### Religião
De acordo com o censo de 2010 existe diversas comunidades religiosas no município, predominantemente cristãs. Entre a população residente, o censo mostrou 15 058 pessoas que declararam-se católicas apostólica romana, 3 427 pessoas que declararam-se evangélicas, 29 pessoas que declararam-se espíritas. Ainda mostrou 13 pessoas que declararam ter religião oriental, 51 Testemunhas de Jeová, 19 de outras religiosidades cristãs, 58 de religiões não determinadas, 687 pessoas que declararam não ter religião e nenhuma pessoa declarou ter religião de tradições indígenas.
Dentre as principais instituições religiosas destacam-se a Igreja Católica Apostólica Romana, Igreja Adventista do Sétimo Dia, Igreja Luterana, Igreja Batista, Igreja Presbiteriana do Brasil, Igreja Pentecostal Deus é Amor, Igreja do Evangelho Quadrangular, Igreja Evangélica Pentecostal O Brasil Para Cristo, Assembleia de Deus, Congregação Cristã no Brasil, Igreja Evangélica Reformada, entre outras.

## Turismo

### Atrativos naturais
- Parque Estadual do Guartelá[50]

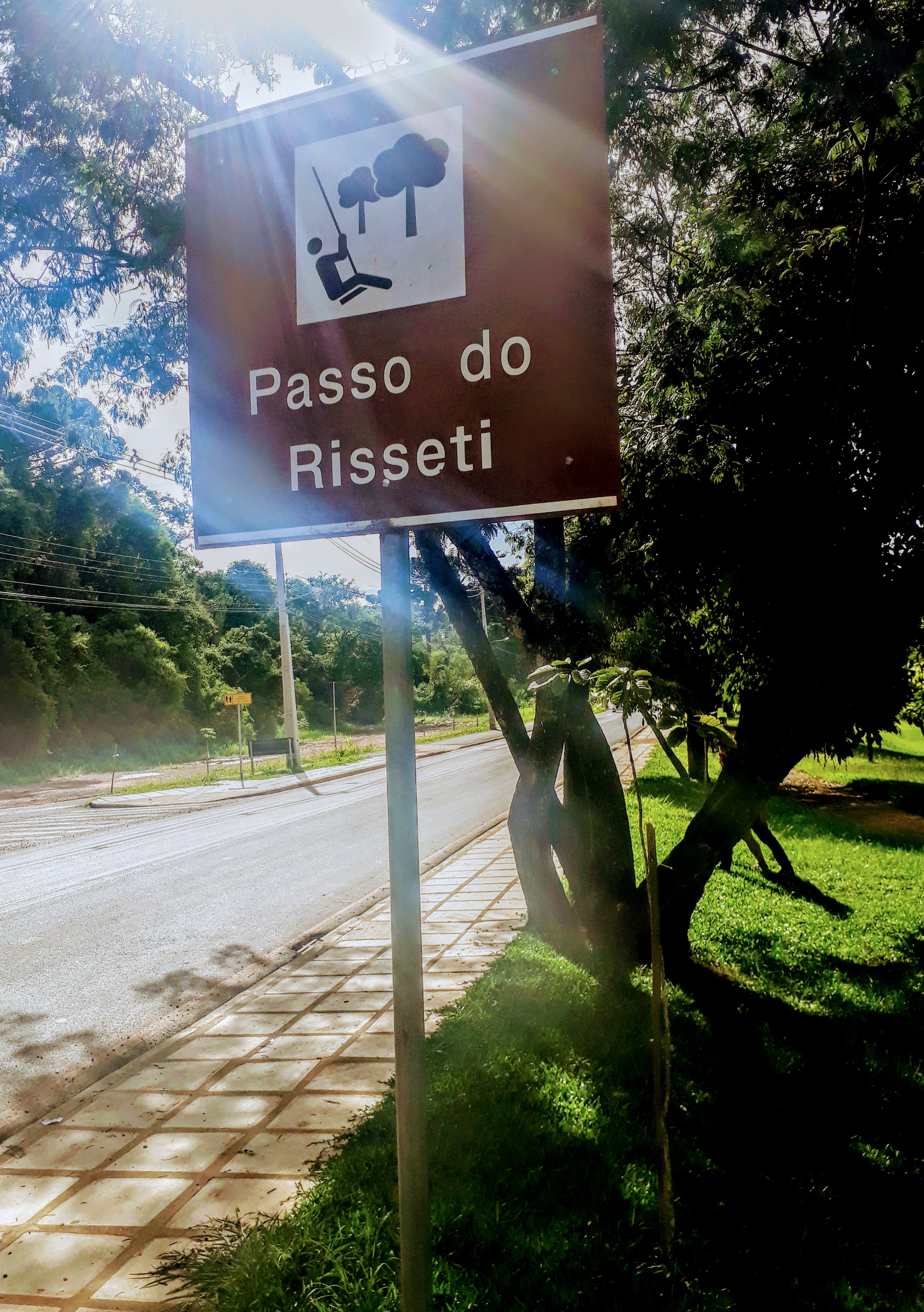
Parque Passo do Risseti.

- Área de Proteção Ambiental da Escarpa Devoniana[50][51]
- Cânion da Igreja Velha[45][51][52][53][54]
- Floresta Estadual Córrego da Biquinha[50]
- Horto Florestal Geraldo Russi[24][50]
- Arroio da Ingrata[55]
- Recanto Ecológico da Dora - Cachoeira da Dora[56]
- RPPN Fazenda Mocambo[57][58]
- RPPN Itáytyba[43][55][57][58]
- Cachoeira das Andorinhas[59][60][61][62]
- Cachoeira das Antas[43][55]
- Cachoeira dos Macacos[43]
- Ladeira da Nhá Cota[56][63][64]
- Ladeira do Paredão[56]
- Gruta da Pastorina[24]
- Gruta da Pedra Ume[65][66]
- Parque Municipal São Domingos[67]
- Parque Passo do Risseti[55][68]
- Parque Linear Reinhard Maack[69][70]
- Pedreira Fortaleza[24]
- Salto da Conceição[71][72]
- Salto da Cotia[73][74]
- Salto Paraíso[52][65][74][75]
- Salto Peludo[76][77]
- Salto Puxa-Nervos[55][56]
- Salto Santa Rosa[55][56]
- Safari’s Farm[56]
- Trilha do Ermitão[78][79]
- Fenda do Nick[56]
- Mirante do Rio Tibagi
- Morro da Comuna[24][56]
- Morro do Jacaré[24][55][56]
- Sítio Paleontológico[24][80][81][82][83][84]

### Atrativos culturais
- Biblioteca Municipal Historiador Luiz Leopoldo Mercer[55][68][85]
- Casa da Cidade[68]
- Centro de Informações Turísticas[68]
- Igreja Matriz Nossa Senhora dos Remédios[55][86]
- Museu Casa do Colono[68]
- Museu Municipal Histórico Desembargador Edmundo Mercer Junior[55]
- Olho d'água São João de Maria[30][86][87]
- Palácio do Diamante[55]
- Praça Leopoldo Mercer - Monumento às Águas[68]
- Teatro Municipal Tia Inália[55][88][89]
- Capela Bom Jesus da Cana Verde - Fazenda Fortaleza[86]
- Sítio Arqueológico Lapa Floriano[24]
- Sítio Arqueológico Lapa Ponciano[24][51][79]

## Economia
A economia tibagiana é baseada na agricultura, silvicultura, apicultura, pecuária (suinocultura e bovinocultura), prestação de serviços e extração mineral (argila, caulim, areia e quartzo, diabásio, ouro e diamante). Devido ao garimpo, foi o principal município produtor de diamantes do Paraná. A agricultura no município desenvolveu-se a partir da década de 1960, com a chegada de imigrantes holandeses vindo de Castro e Carambeí, que perceberam que as terras da região eram propícias para o cultivo de soja. No setor primário de Tibagi, além da produção de soja, também recebe destaque as culturas temporárias como milho, trigo e feijão. Já em relação as culturas permanentes, destacam-se a produção de banana, maracujá, tangerina, laranja, limão e pêssego.
Em Tibagi o setor industrial é pouco desenvolvido, destacando-se fábricas de polvilho, indústria de produção de sementes, indústrias de beneficiamento de cereais, indústria de artefatos de cimentos, indústria de beneficiamento e desdobramento de madeira (serraria), indústria de carnes e subprodutos (embutidos).
No Produto Interno Bruto (PIB) de Tibagi, destaca-se o ramo da agricultura. De acordo com dados do IBGE, relativos a 2018, o PIB do município era de  1 042 778,164 mil reais. O valor adicionado bruto da agropecuária, a preços correntes, rendia  457 094 mil reais. O valor adicionado bruto do setor de serviços a preços correntes foi de  238 202 mil reais. A produção industrial rendia 43 161 mil reais ao PIB do município. 51 614 mil eram de impostos sobre produtos líquidos de subsídios a preços correntes e o PIB per capita era de  43 875 reais.

### Usinas hidrelétricas
- Usina Hidrelétrica Tibagi Montante
- Usina Hidrelétrica Santa Branca[91]

## Infraestrutura

### Saúde

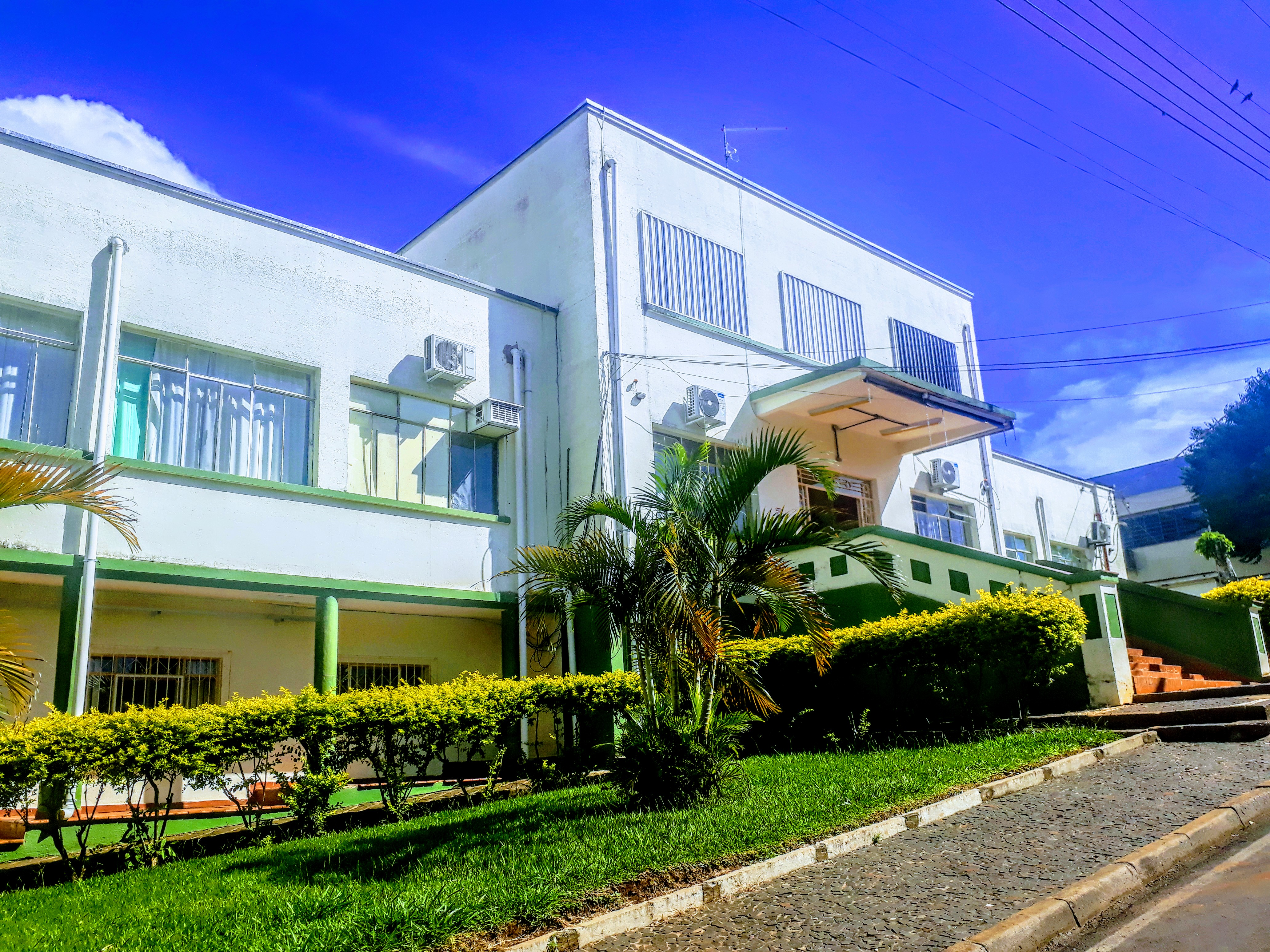
Hospital Luiza Borba Carneiro, em Tibagi.

Em 2021, o município possuía 17 estabelecimentos de saúde entre hospitais, pronto-socorros, postos e serviços odontológicos, sendo 12 públicos municipais e 5 privados. Apresenta cinco unidades Estratégia Saúde da Família (ESF) - Amparo, São José, São Bento, Caetano Mendes e 18 de Março; Na localidade de Cachoeirão possui uma Unidade Básica de Saúde (UBS). Tibagi apresenta uma unidade hospitalar, o Hospital Luiza Borba Carneiro, com 30 leitos.

### Educação

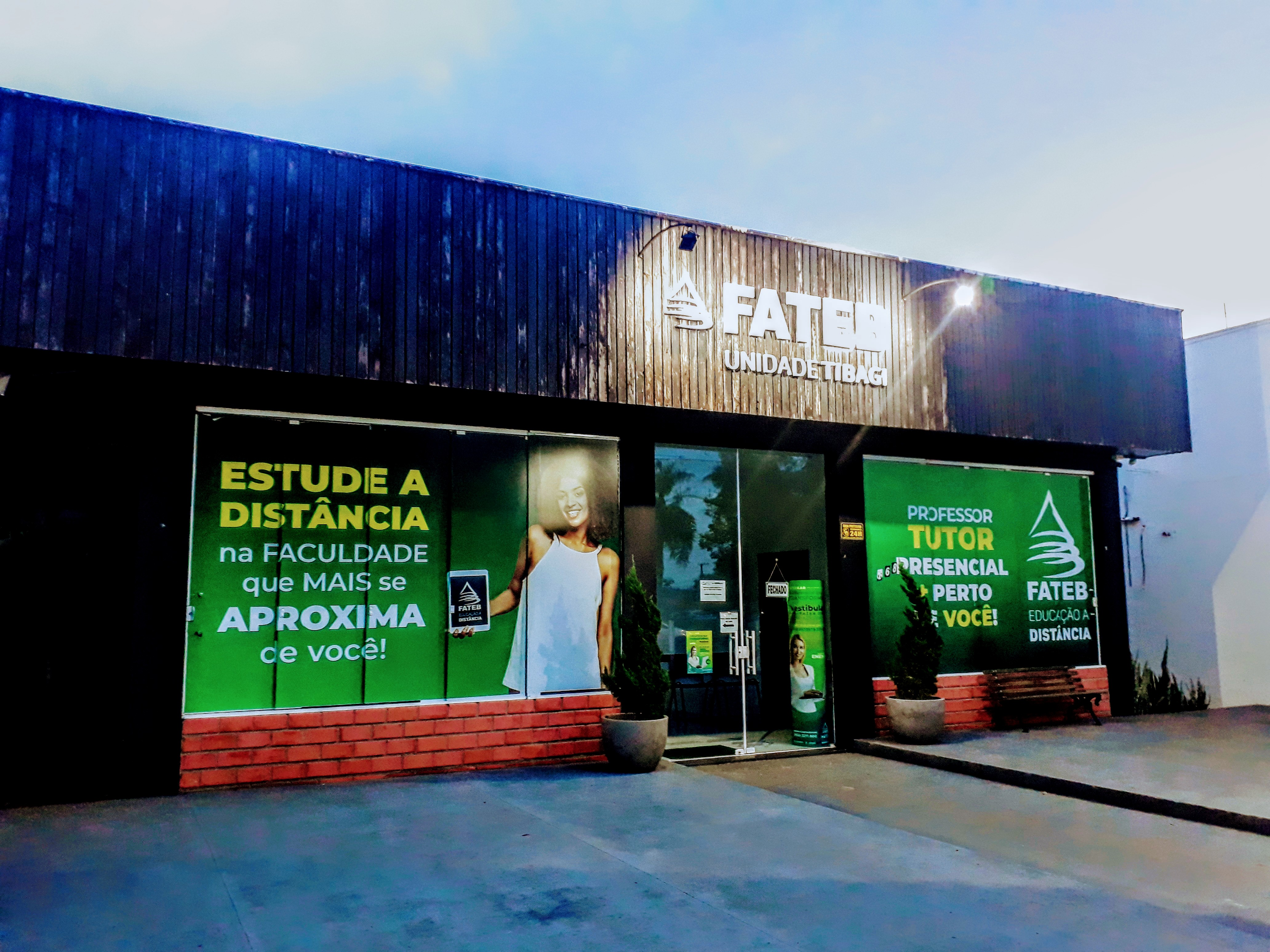
Fateb Unidade de Tibagi.

O município contava, em 2019, com 4 922 matrículas nas instituições de ensino da cidade, sendo que dentre as 11 escolas que ofereciam ensino fundamental, 5 pertenciam à rede pública municipal, quatro à rede pública estadual e duas ao sistema privado. Dentre as cinco escolas que forneciam o ensino médio, quatro pertenciam à rede estadual e uma à rede privada. No ensino superior conta com a Faculdade de Telêmaco Borba (Fateb) - Unidade de Tibagi.

### Transporte

#### Rodovias
- BR-153 - Rodovia Transbrasiliana - Trecho Tibagi-Ventania e Tibagi-Alto do Amparo;
- BR-376 - Rodovia do Café - Trecho Tibagi-Ponta Grossa e Tibagi-Imbaú;
- PR-340 - Trecho Tibagi-Castro e Tibagi-Telêmaco Borba;
- PR-441 - Trecho Tibagi-Reserva;

Aéreo
O município de Tibagi não conta com aeródromos públicos. A região é atendida pelo Aeroporto de Telêmaco Borba, que conta com voos regulares. Nas proximidades de Tibagi há ainda aeroportos regionais como o Aeroporto de Ponta Grossa distante cerca de 105 km da sede municipal. Em relação ao Aeroporto Internacional Afonso Pena, na região de Curitiba, está localizado aproximadamente a 230 km de Tibagi.

### Serviços

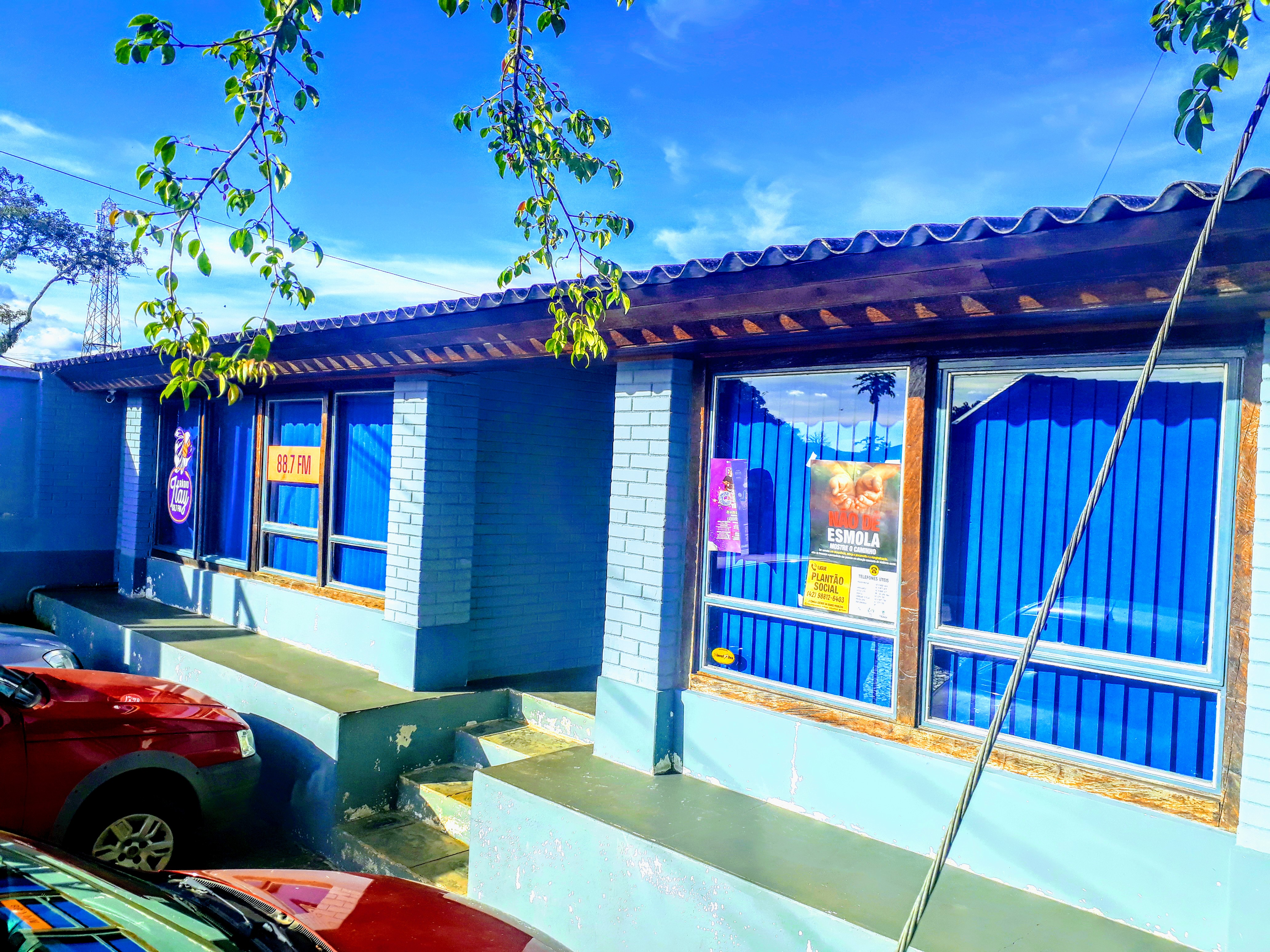
Rádio Itay 88.7 FM, em Tibagi.

### Rádio
- Rádio Itay

#### Jornais semanais e diários
Jornal de Tibagi
- A Gazeta de Tibagi (extinto)
- Folha da Cidade - edição Tibagi

#### Internet
Provedores de Internet via rádio
- Tibagi Digit@l (Serviço gratuito fornecido pela prefeitura)

## Cultura

### Gastronomia
Tibagi possui uma rica herança gastronômica, mesclando tradições tropeiras, caboclas, faxinalenses e europeias. No município é encontrado a paçoca de carne, feita com carne desfiada e temperada, socada no pilão com farinha. O prato servia como refeição aos tropeiros que levavam esse alimento em suas viagens. Já o biscoito de polvilho é um produto típico da região, sendo levemente salgado e crocante, amplamente consumido e encontrado nos estabelecimentos comerciais de Tibagi. O polvilho é bastante comum na culinária tibagiana e pode ser inserido de várias formas, como também no tradicional bolinho frito de polvilho. Ainda pode ser bastante encontrado a carne no tacho do Guartelá, a quirera com carne de porco, o quibebe, o pinhão assado ou cozido, o mel e a broa de milho, além dos típicos cafés coloniais nas fazendas. Em Tibagi é possível também visitar um alambique e provar cachaças artesanais.

### Artesanato
O município  conta com a Associação  Tibagiana de Artesanato,  onde são  produzidos, expostos e comercializados artigos diversos feitos com matéria-prima local. A diversidade de produtos varia entre crochês, bordados, abrolhos, pinturas, artesanato com material reciclado. O destaque fica para as confecções em lã.

## Eventos
O principal evento de Tibagi é o carnaval. Outros eventos culturais e religiosos também movimentam o município e fazem parte do calendário local, como: a Festa da Santinha, na Capela Santa Pastorina; a Festa de Ação de Graças pela Colheita; a Festa de Nossa Senhora dos Remédios; e o Festival de Inverno.

### Carnaval
O Carnaval de Tibagi é um evento cultural que acontece todos os anos, atualmente organizado pela Prefeitura Municipal de Tibagi, através do Departamento de Cultura. O carnaval de rua conta com desfile do corso, de escolas de samba e de blocos, bandas musicais e shows artísticos e culturais. Completam ainda o evento espaços gastronômicos com praça de alimentação, feira de artesanatos e produtos diversos, palcos e tendas para apresentações artísticas.
O carnaval de Tibagi é um dos mais tradicionais do Paraná e se consolidou como o maior e mais importante da região dos Campos Gerais. Registros históricos datados em 1910 mostram que no início carros eram puxados por cavalos, enfeitados ainda sem muitas cores e alegorias, percorrendo as ruas no entorno da praça da igreja Matriz. Na década de 1930, a carroça foi substituída pelos carros pés-de-bode e os baianos vindos da Bahia ajudaram a enriquecer o evento.
Já na década de 1950 popularizou-se os carnavais realizados em clubes, disseminando cores e as típicas marchinhas. A população se organizava em dois clubes: o Clube Tibagiano e o Clube Estrela da Manhã. Na década de 1970 brancos e negros encontraram na terça-feira de Carnaval a oportunidade de integração da festa, que quebrou com a distinção de públicos nos clubes. Na década de 1980 o Carnaval voltou às ruas através dos desfiles.
Assim a ala das baianas ganharam a avenida, o bloco dos Mascarados vestidos de dominós também. O famoso "tesourão" que era usado pelos mascarados no Clube Estrela amedrontava as crianças. Os conjuntos musicais formados por músicos tibagianos animavam as noites carnavalescas e as matinês. Um importante elemento do folclore que ganhou as ruas foi o boi, brincadeira popular inspirada no boi-bumbá, também conhecido como boi-de-mamão, boi-de-pano, parecido com o bumba-meu-boi. A típica manifestação folclórica trata-se de um auto em tom cômico, mas com um drama central: a morte e a ressurreição do boi. A apresentação, que agrega diversos personagens além do boi, passou a ser encenada nas ruas de Tibagi, envolvendo cantorias, musicalidade e teatralidade.
A partir do ano 2000, o Carnaval de Tibagi passou a ser organizado na praça Edmundo Mercer, com tenda para shows e a profissionalização do desfile das escolas de samba e carros alegóricos. Flor de Lis, Unidos do Nequinho, Unidos da Vila São José e 18 de Março são as escolas de samba da cidade. Um evento de pré-carnaval reúne o encontro das baterias na praça, com alas, passistas, rodas de samba e alegorias. A prefeitura e patrocinadores passaram a melhor organizar o evento que passou a atrair de 50 mil a 70 mil turistas nos dias de folia.

## Galeria

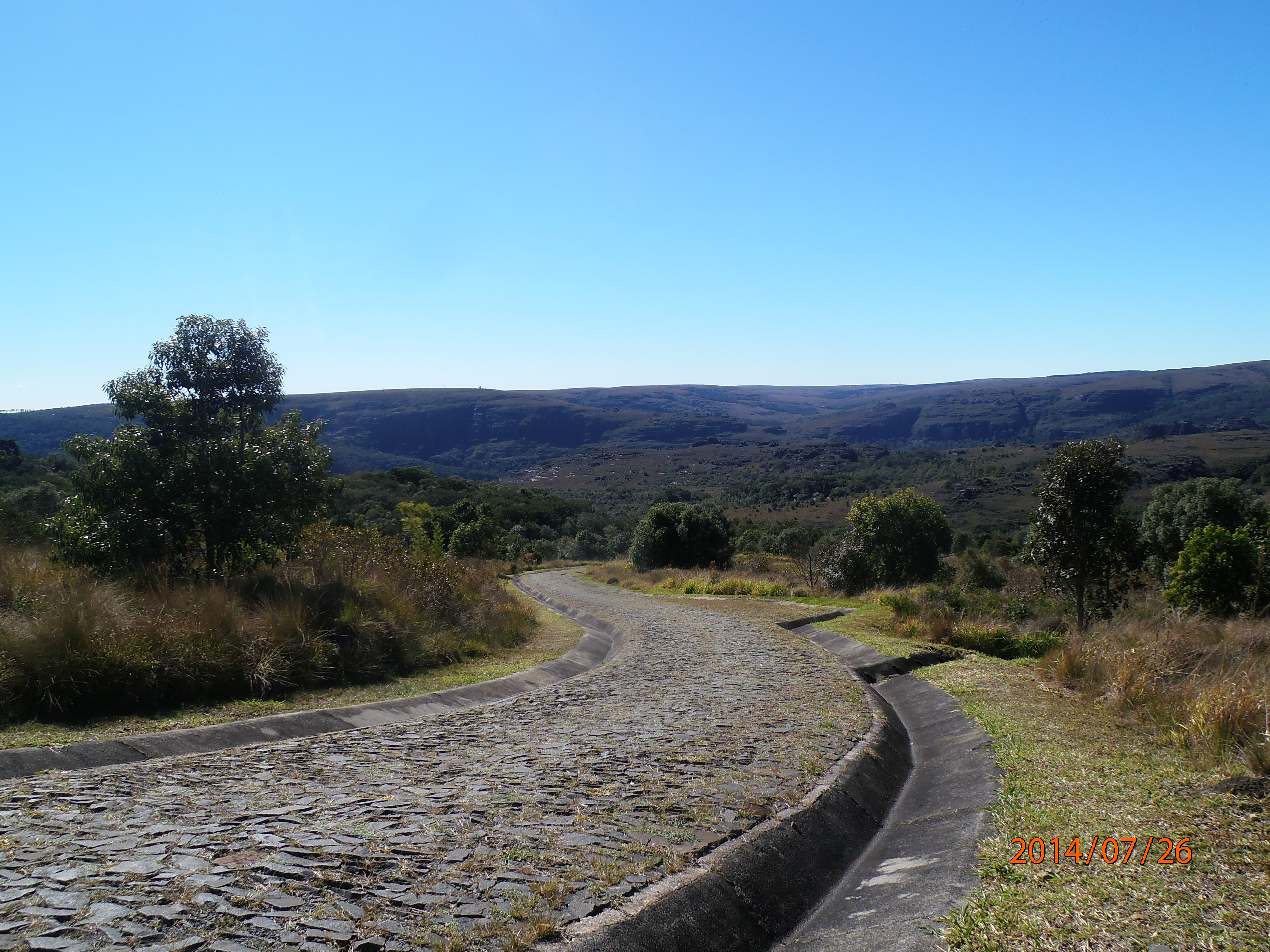
Estrada-parque entre os campos gerais, em Tibagi.
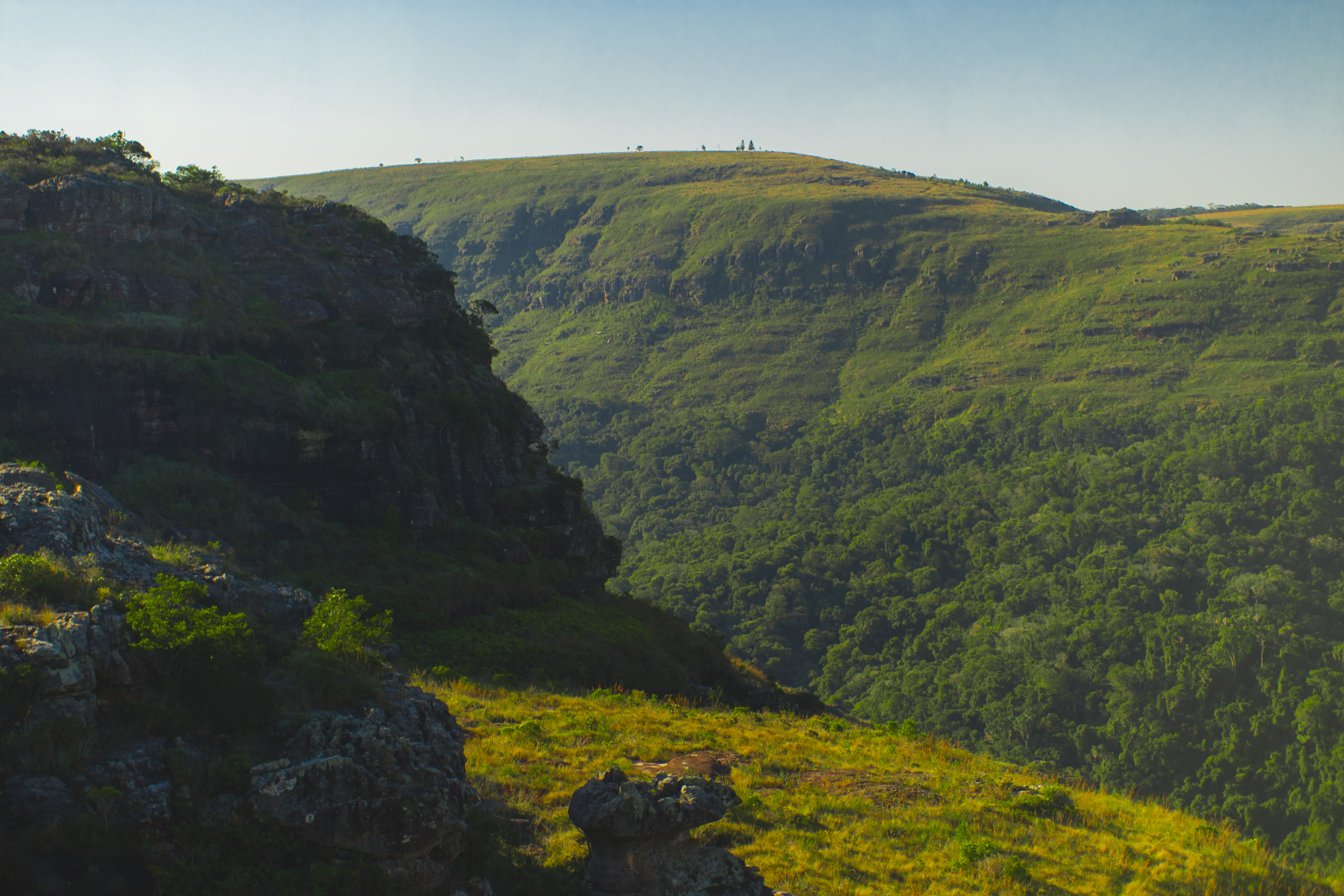
Planalto dos campos gerais na localidade Guartelá.
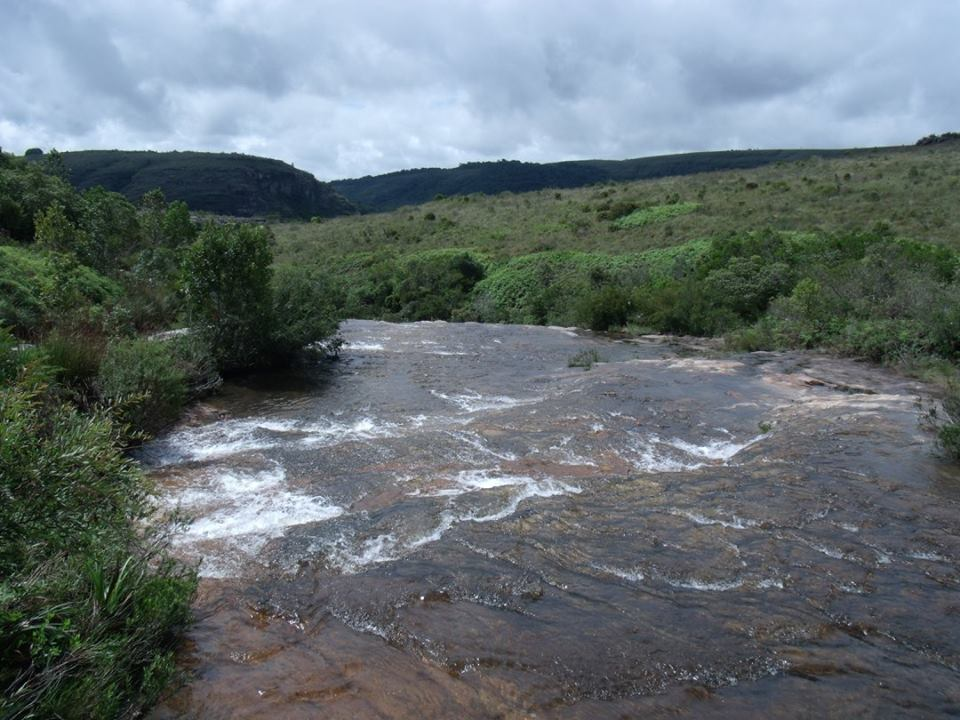
Área de manancial entre os campos gerais em Tibagi.
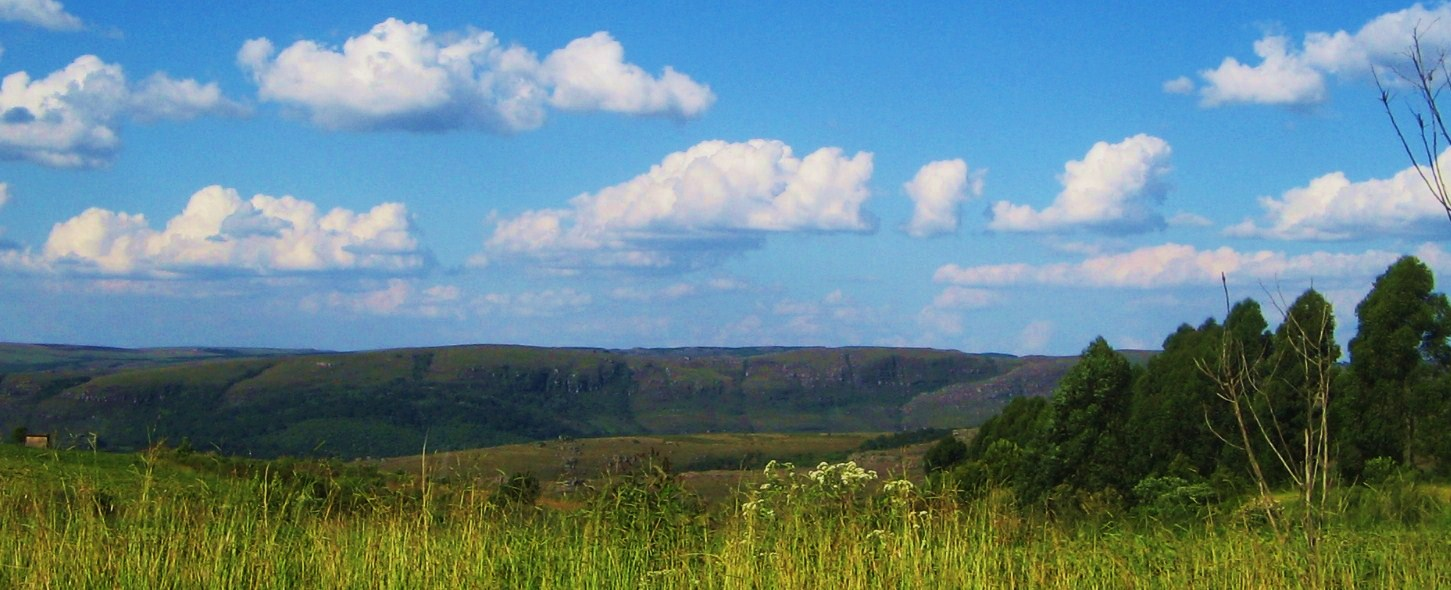
Paisagem típica no Guartelá.
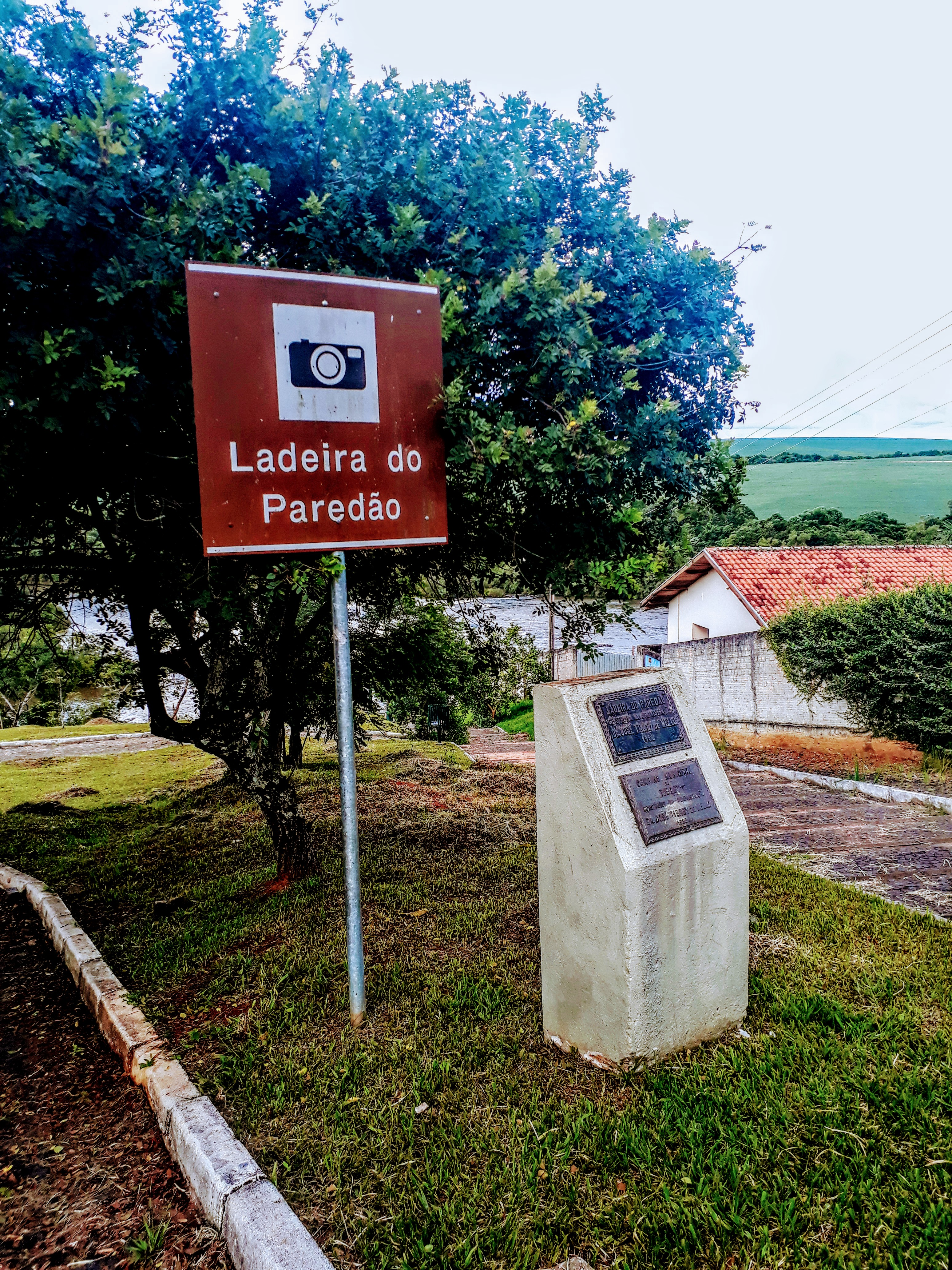
Ladeira do Paredão em Tibagi.
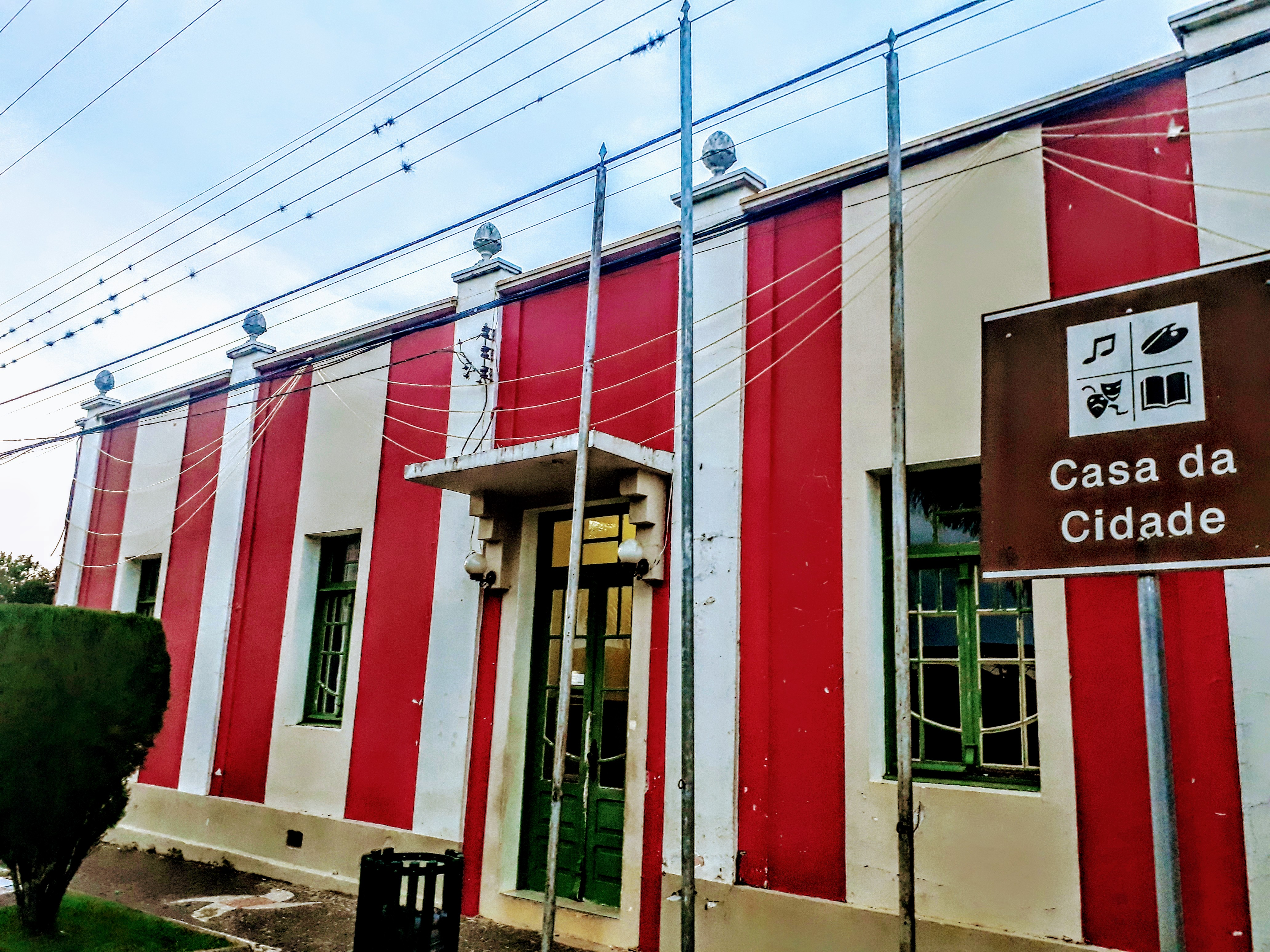
Casa da Cidade, em Tibagi.